# Messinski potres (1908)
Messinski potres leta 1908 (znan tudi kot potres v Messini in Reggiu leta 1908) se je zgodil 28. decembra na Siciliji in v Kalabriji v južni Italiji z momentom magnitude 7,1 in največjo intenziteto Mercalli XI (ekstremno). Epicenter je bil v Mesinskem prelivu, ki ločuje Sicilijo od italijanske celine. Mesti Messina in Reggio di Calabria sta bili skoraj popolnoma uničeni in med 75.000 in 82.000 življenj je bilo izgubljenih. To je bil najbolj uničujoč potres kdaj v Evropi.

## Vzrok potresa
Po navedbah italijanskega Državnega inštituta za geofiziko in vulkanologijo je potres povzročil velik, nizkokotni, slepi normalni prelom, ki leži predvsem v morju v Mesinskem prelivu, med ploščami. Njegova zgornja projekcija seka zemeljsko površje na zahodni, sicilski strani preliva.
Leta 2019 so raziskovalci na Univerzi v Londonu v Birkbecku odkrili aktivni prelom, ki je bil odgovoren za potres. Študija, ki jo je vodil dr. Marco Meschis, je prelom opredelil kot predhodno začrtan, a malo preučen prelom Messina-Taormina, ki leži ob sicilski obali in teče po dolini Mesinskega preliva. Skupina je uporabila podatke iz let 1907-1908, da bi preučila vzorec dvigov in posedanj, opaženih na območju Messine in Kalabrije, ki so bili zelo podobni tistim, ki so posledica drugih močnih potresov, ki so jih sprožili običajni prelomi. Po primerjavi smeri in velikosti premikov na dobro znanih prelomih s premiki površja v Messini in Kalabriji so raziskovalci lahko ugotovili verjetno aktiven prelom, ki je povzročil katastrofalen potres, pa tudi smer in velikost premikov.
Italija sedi vzdolž mejnega pasu Afriške plošče in ta plošča se podriva proti morskemu dnu pod Evropo s hitrostjo 25 milimetrov na leto. To povzroči vertikalni premik, kar lahko povzroči potres. Potres je zabeležilo 110 seizmografskih postaj po vsem svetu  in je bil eden prvih, ki so ga posneli inštrumenti.
Mesinski preliv je del regionalne tektonske značilnosti, znane kot Kalabrijski lok, območje diferencialnega dviga, ki izhaja iz dinamike jonskih in južnotirenskih tektonskih enot, dva od litosferskih blokov mikroplošč, prepoznanih v zelo razdrobljenem italijanskem delu stik med Afriko in Evrazijo. Številni najmočnejši potresi, ki so se zgodili v zadnjih stoletjih, so se zgodili v kalabrijskem loku, na primer kalabrijski potres 1783 in 1905, pa tudi katastrofalnejši potres v Messini leta 1908.
Zapisi kažejo, da se je na območjih okoli Mesinskega preliva nekaj mesecev pred 28. decembrom zgodila precejšnja potresna aktivnost; intenzivnost se je povečala z začetkom 1. novembra. 10. decembra je potres z močjo 4 povzročil škodo na nekaj stavbah v Novari di Siciliji in Montalbano Eliconi, obe v pokrajini Messina.
Skupno je bilo 293 popotresnih sunkov med 28. decembrom 1908 in 11. marcem 1909.
Leta 2008 je bilo predlagano, da sočasnega cunamija ni povzročil potres, temveč velik podmorski plaz, ki ga je sprožil. Verjeten vir cunamija je bil na morju Giardini Naxos (40 km južno od Messine) na sicilijanski obali, kjer je bilo na batimetričnem zemljevidu jonskega morskega dna razkrito veliko podmorsko plazovito telo z odprtino prednjega zidu.

## Potres
V ponedeljek, 28. decembra 1908, od približno 05:20 do 05:21, je prišlo do potresa 7,1 stopnje. Njegovo žarišče je bilo v Mesinskem prelivu, ki ločuje prometno pristaniško mesto Messina na Siciliji in Reggio di Calabria na italijanski celini. Njegov natančen epicenter je bil natančno določen na območju severnega Jonskega morja blizu najožjega dela preliva, kjer je Messina. Globino je imel približno 9 km. 
Potres je skoraj zravnal Messino. Vsaj 91 % struktur v Messini je bilo uničenih ali nepopravljivo poškodovanih, v mestu in predmestjih pa je bilo ubitih približno 75 000 ljudi. Reggio Calabria in druga mesta v Kalabriji so prav tako utrpela veliko škodo, saj je bilo ubitih približno 25.000 ljudi. Zgodovinsko središče Reggia je bilo skoraj v celoti porušeno. Število žrtev temelji na podatkih popisa 1901 in 1911. To je bil najbolj uničujoč potres kdaj koli v Evropi. Tla so se tresla približno 30 sekund in škoda je bila obsežna, uničenje je bilo občutno na površini 4.300 km2.
V Kalabriji so se tla močno stresla od Scille južno od Reggia, kar je povzročilo plazove v notranjosti pokrajine Reggio Calabria in ob morski pečini od Scille do Bagnare. V kalabrijski občini Palmi na Tirenski obali je prišlo do skoraj popolnega opustošenja, zaradi katerega je umrlo 600 ljudi. Škoda je bila povzročena tudi ob vzhodni sicilski obali, vendar zunaj Messine ni bilo tako močno prizadeta kot Kalabrija. Območje mezoizma je bilo zaprto ob obali vzdolž 1–4 km širokega pasu, ki je pretresel in uničil Messino in okoliške vasi. Catania, največje mesto na vzhodu Sicilije, ni utrpelo pomembne škode.
Mladi zdravnik, ki si je rešil življenje, je kasneje pripovedoval, da je »globoko tišino prekinil izreden hrup, kot bi razpokalo tisoč bomb, ki mu je sledilo hitenje in naliv. Nato je zaslišal 'zlovešči piskajoči zvok', ki ga je primerjal s 'tisočimi vročimi likalniki, ki sikajo v vodi«. Drugi preživeli so poročali, da so bili med 30-40 sekundnim glavnim šokom trije ločeni in različni gibi: prvo tresenje nazaj in naprej, drugo potisk silovito navzgor, tretje pa se je gibalo s krožnimi gibi. Vsi se strinjajo, da je drugi premik navzgor povzročil vsesplošno uničenje v Messini; spremljajoči hrup, opisan kot »natanko takšen, kot ga oddaja hitri vlak v predoru«.
Do povečanega števila smrtnih žrtev je prišlo zaradi dejstva, da je večina ljudi spala in so bili pokončani ali pokopani živi v svojih posteljah, saj so se hiše sesule nad njimi. Na tisoče ljudi je bilo ujetih pod ruševinami, ki so utrpele grozljive poškodbe, od katerih bi mnogi umrli. En teden pred potresom je bilo v celotni občini Messina naštetih 160.000 prebivalcev. 28. decembra je bila v Messini še večja gneča kot ponavadi zaradi števila obiskovalcev, ki so čez noč prišli v kraj, da bi si ogledali uprizoritev opere Aida Giuseppeja Verdija, ki je bila postavljena prejšnji večer v gledališče Vittorio Emanuele II.

### Cunami
Približno deset minut po potresu se je morje na obeh straneh preliva nenadoma umaknilo, ko se je dvignil 12-metrski cunami, trije valovi so zadeli bližnje obale. Najbolj je prizadel vzdolž kalabrijske obale in poplavilo Reggio Calabria, potem ko se je morje umaknilo 70 metrov od obale. Celotna obala Reggia je bila uničena in število ljudi, ki so se tam zbrali, je umrlo. V bližini je bila tudi Villa San Giovanni. Ob obali med Lazzaro in Pellaro je odneslo hiše in železniški most.
Tudi v Messini je cunami povzročil več opustošenja in smrti; mnogi preživeli potres so pobegnili na relativno varno ob morju, da bi se izognili propadajočim hišam. Drugi in tretji valovi cunamija, ki so prihajali hitro zaporedoma in višji od prvega, so divjali nad pristaniščem, razbijali čolne, ki so pristajali na pomolu, in lomili dele morske obale. Potem ko so valovi zajeli pristanišče in tri mestne bloke v notranjosti pristanišča, so valovi odnesli ljudi, številne ladje, ki so bile zasidrane v pristanišču, ribiške ladje in trajekte ter povzročili nadaljnjo škodo na zgradbah znotraj območja, ki je še stalo po šoku.
Ladje, ki so bile še vedno pritrjene na privezih, so trčile med seboj, vendar niso utrpele večje škode. Kasneje je bilo pristanišče Messina napolnjeno s plavajočimi razbitinami in trupli utopljenih ljudi in živali. Mesta in vasi ob vzhodni obali Sicilije so napadli visoki valovi, ki so povzročili smrt in škodo na čolnih in premoženju. Dve uri pozneje je cunami prizadel Malto, prihitel v pristanišče Marsamxett in poškodoval premoženje v Msidi. Cunami je v Messini na vzhodni obali Sicilije ter v regiji Reggio Calabria in njeni obalni okolici ubil približno 2000 ljudi.

## Stanje uničenja
Messina je izgubila skoraj polovico prebivalstva in celotno zgodovinsko mestno jedro je bilo opustošeno, vključno z njegovo normansko stolnico, ki je vzdržala prejšnje potrese, kot je bil tisti leta 1783; stale so samo obodne stene in apside.
Obala Messine je bila nepreklicno spremenjena, saj so se veliki deli obale potopili nekaj metrov v morje. Hiše, cerkve, palače in spomeniki, vojašnice: trgovske, občinske in javne zgradbe so se v celoti porušile ali so bile močno poškodovane. Številne konstrukcije so bile razpokane, brez streh, brez oken in so negotovo stale pokonci. Ko sta obe železniški postaji propadli, je bilo ubitih 348 železniških delavcev.
Ameriški konzulat se je sesul v kup ruševin: britanski konzulat je utrpel malo zunanje škode s svojo zastavo, ki je še vedno plapolala, vendar je bila notranjost popolnoma uničena. Ameriški konzul Arthur S. Cheney in njegova žena Laura sta bila ubita. Francoski konzul in njegovi otroci so prav tako izgubili življenje, čeprav je njegova žena pobegnila. Ethel Ogston, žena britanskega vicekonzula, je takoj umrla, potem ko jo je udaril padajoči balkon, ko je poskušala z možem Alfredom in hčerko pobegniti po ulicah, ki sta oba preživela. Nekdanji ameriški vicekonzul in dopisnik Messine za Associated Press Joseph Pierce in njegova družina so bili zdrobljeni do smrti, ko je val, ki ga je povzročil cunami, podrl njihov poškodovani dom, blizu pristanišča. Med mrtvimi so bili številni pomembni Italijani, med njimi politiki, državni tožilec v Mesini Crescenzo Grillo, lokalni domoljubi italijanskega združevanja ter pripadniki plemstva in literati. Šef policije je umrl v svoji pisarni, ubil ga je padel žarek.
Tenor Angelo Gamba, ki je zvečer pred potresom nastopil na odru v Aidi, je prav tako izgubil življenje skupaj z ženo in sinovoma, ko se je hotel Trinacria delno porušil. Madžarska sopranistka Paola Koraleck (ki je zapela vlogo Aide) je ob potresu ležala budna. Skočila je z okna in pri padcu zlomila obe roki.
Potres je uničil trgovski del vzdolž ulice Corso Vittorio Emanuele, ki je obkrožil obalo, ki je vključevala elegantno Palazzata. To je bilo dolgo zaporedje brezšivnih zgradb iz 17. stoletja, ki so obkrožale srpasto pristanišče in je večina utrpela nepopravljivo škodo, ki je zahtevala njihovo nadaljnje rušenje. Tresenje je bilo še posebej močno na območju pristanišča, kar je povzročilo trajni premik kamnitih tlakovcev. Škoda je bila najhujša v starem zgodovinskem središču in nizkih, ravnih osrednjih in severnih predelih mesta zaradi mehke peščene zemlje; v gorskem zahodnem delu je bilo manj hudo, saj so bili objekti zgrajeni na trdnejšem terenu, kot je trdnjava Gonzaga, ki je bila nepoškodovana in je ostala do danes. Območje med Stolnim trgom in civilno bolnišnico iz 16. stoletja je bilo izbrisano; sosednja ulica Via Porta Imperiale je bila še posebej prizadeta. Tudi območje Bocetta je bilo močno poškodovano.
Real Cittadella iz 17. stoletja, ki je varovala pristanišče, je bila delno uničena. Na ulicah so se odprle ogromne razpoke, ki so, skupaj z ruševinami in padajočimi zidovi, ovirale preživele, ki so pobegnili iz svojih uničenih domov, da bi poiskali varnost. Glavne prometnice Via Garibaldi in Corso Cavour so postale neprehodne zaradi gričev in ruševin, ki so v višino merili 5 metrov. Družine so se ločile in močan naliv dežja, ki se je začel le nekaj minut pred potresom, je vnesel zmedo in oviral vidljivost skupaj s temo in gostimi oblaki prahu. Veliki bencinski rezervoarji na severnem koncu mesta so eksplodirali in ubili žive preživele in že mrtve. Izbruhnili so požari, ki so jih povzročile zlomljene plinske cevi, kar je povečalo kaos in uničenje. Tla so se še naprej tresla ob ponavljajočih se naknadnih sunkih, zaradi česar so se preostale konstrukcije zrušile na ruševine porušenih zgradb, ki so ubile in ranile reševalce in tiste, ki so preživeli glavni udar.
Preživeli so opisali, da so videli grozno iznakažena telesa in poškodovane ljudi, ki so bili hudo pohabljeni in kričali na pomoč. Na ulicah so se pojavile procesije golih preživelih, ki so nosile slike svetnikov. Ljudje so z golimi rokami po ruševinah iskali ujete ljubljene. Reševalcem na kraju dogodka je uspelo rešiti nekatere ljudi, ki so se negotovo držali nadstropja, oken in vrtljivih balkonov, tako da so jih z vrvmi potegnili na varno. Podobni prizori uničenja so bili ponovljeni v regiji Reggio Calabria. Njeno zgodovinsko središče je bilo uničeno, hudo poškodovan je bil monumentalni Aragonski grad, ena redkih zgradb, ki je preživela potres leta 1783. Z izjemo enega dvorca so bile uničene vse zgradbe ob glavni prometnici Corso Garibaldi, vključno s stolnico, občinskimi stavbami in palačami. V Reggiu je ostalo samo približno 50 hiš.
Civilne in vojaške bolnišnice v Messini ter civilna bolnišnica v Reggio di Calabria so bile v ruševinah, skoraj vsi zdravniki in medicinske sestre pa so umrli. Poškodovani v obeh mestih niso imeli medicinske podpore ali zdravil, dokler ni prispela zunanja pomoč in niso postavili bolnišničnih šotorov. Telegrafske linije so bile prekinjene, železniške proge pa pokvarjene, zaradi česar je komunikacija nemogoča. Večina messininih uradnikov je bila ubitih ali hudo ranjena, skupaj s skoraj celotno policijo in vojaki garnizone, ki so umrli ob propadu njihove vojašnice. Zaporniki, ki so ušli smrti, so začeli ropati premoženje in celo ropati trupla nakita. V Reggiu je po uničenju zapora umrlo približno 1800 obsojencev. V mesto so bile kmalu poslane čete, general Feira Di Cossatto pa je razglasil vojno stanje.
Reševalci so tedne iskali po ruševinah, cele družine pa so še dneve po potresu izvlekli žive, toda na tisoče jih je ostalo pokopanih. Stavbe v Messini niso bile zgrajene za potresno odpornost, saj so bile zgrajene iz majhnih kamnov in malomarno nanesene malte s težkimi strehami, okrasnimi venci, nepodprtimi prečnimi nosilci in ranljivimi temelji na mehkih tleh. Mnogo zgradb je imelo štiri ali pet nadstropij.

## Prizadevanja za pomoč
Novico o nesreči so premierju Giovanniju Giolittiju sporočili italijanski torpedni čolni, ki so se odpravili od Messine do Nicotere, kjer so še vedno delovale telegrafske linije, vendar so to dosegli šele ob polnoči ob koncu dneva. Železniške proge na tem območju so bile uničene, pogosto skupaj z železniškimi postajami.
Italijanska mornarica in vojska so se odzvali in začeli iskati, zdraviti ranjene, preskrbeti s hrano in vodo ter evakuirati begunce. Giolitti je uvedel vojno stanje pod vodstvom generala Francesca Mazze. Kralj Victor Emanuel III. in kraljica Elena sta prispela dva dni po potresu, da bi pomagala žrtvam in preživelim.
Nesreča je prišla na naslovnice po vsem svetu in začela so se mednarodna prizadevanja za pomoč. S pomočjo Rdečega križa in mornarjev ruske in britanske flote so pospešili iskanje in čiščenje. Ruske bojne ladje Cesarevič in Slava ter križarke Admiral Makarov in Bogatyr, britanska bojna ladja Exmouth in križarke Euryalus, Minerva in Sutlej so dobile ukaz za pomoč; SS Afonwen je bila med potresom v pristanišču Messina (zasidrana v 80 m globoki vodi, ko pa je plula z begunci, je bilo le 55 m globine). V Messino so ukazali francoski bojni ladji Justice in Vérité ter tri rušilce torpednih čolnov. Veliko belo floto in oskrbovalne ladje ameriške mornarice USS Celtic in USS Culgoa so prav tako ukazali za pomoč. Odzvale so se tudi ladje drugih držav.

### Komemoracija
Kralj Italije je pozneje podelil spominsko medaljo za pomoč pri potresu leta 1908, zlato, srebro in bron.
Po ruskih mornarjih je bilo poimenovanih več ulic v Messini, med njimi Largo dei Marinai Russi. Leta 2012 so v mestu postavili spomenik ruskim mornarjem, ki ga je leta 1911 zasnoval Pietro Kufferle, v Taormini pa odprli doprsni kip cesarja Nikolaja II. Nato so postavili doprsni kip admirala Fjodorja Ušakova. leta 2013.

## Posledice

### Rekonstrukcija
Ko se leta 1909 začela obnova Messine, so oblasti zaukazale arhitekturo, ki bo zdržala potresne aktivnosti. Sprva je bil sprejet načrt za rušenje preostalih struktur Messine in prenos mesta in njegovega pristanišča drugam na Sicilijo, vendar so močni protesti Messincev privedli do zavrnitve tega predloga.
Le malo struktur je preživelo potres - med njimi so kupolasta srednjeveška cerkev Santissima Annunziata dei Catalani, gotska cerkev Santa Maria Alemanna, bizantinska cerkev San Tommaso Apostolo il Vecchio, svetilnik San Ranieri, Forte del Santissimo Salvatore, Palazzo Calapaj iz 18. stoletja - d'Alcontres, Neptunov vodnjak Giovannija Montorsolija in predilnica Barbera (kasneje preurejena v muzej, v katerem so umetniški zakladi, rešeni iz ruševin). Real Cittadella, grad Matagrifone, gledališče Vittorio Emanuele in Monti di Pieta so še vedno stali, vendar so utrpeli znatno škodo. Cerkev Ringa iz 16. stoletja v istoimenski ribiški četrti vzdolž severne riviere Messine je zdržala šok in je preživela do danes. Preživeli so Scalinata Santa Barbara, veliki odseki Muro Carlo V. in številne hiše iz 18. in 19. stoletja v starodavni četrti Tirone; poleg tega so nekatera stanovanja (v lokalnem narečju znana kot le mignuni), v revnem naselju Avignona, tudi ostala razmeroma nedotaknjena. Palazzo Nesci je bila v regiji Reggio Calabria ena redkih struktur iz 19. stoletja, ki so zdržale potres.
Novo mesto Messina je bilo zgrajeno na ruševinah starega mesta z uporabo načrta sodobne postavitve »mesta, ki je pravilno razrezano kot šahovnica« z zgradbami enake velikosti in višine, kot jih je leta 1911 predstavil arhitekt Luigi Borzì (1853–1919). To je zahtevalo rušenje številnih zgradb, ki jih je bilo mogoče rešiti, vendar niso ustrezale novemu urbanističnemu načrtu.
Inženir Pietro De Nava je zasnoval podobno sodobno urbano postavitev šahovnice za Reggio di Calabria.

### Premestitev
Po potresu so bili številni brezdomni prebivalci Messine in Kalabrije preseljeni v različne dele Sicilije in druge regije celinske Italije. Drugi, vključno z večino preživelih iz revne prizadete četrti Avignone v Messini, so bili prisiljeni emigrirati v Ameriko. Leta 1909 je tovorna ladja Florida iz Neaplja prevažala 850 takšnih potnikov. Izgubljena v gosti megli je Florida trčila v Republivo, luksuzno potniško linijo. Trije ljudje na Floridi so bili takoj ubiti. V nekaj minutah je na ladji izbruhnil pandemonij. Kapetan Floride Angelo Ruspini je z ekstremnimi ukrepi ponovno vzpostavil nadzor nad obupanimi potniki, vključno s streljanjem v zrak. Na koncu so preživele rešili na morju in jih pripeljali v pristanišče New York, kjer so začeli novo življenje.

### Učinki na družbo
Nesreča je prizadela lokalno gospodarstvo in Messina se je začasno spraznila, potem ko je toliko preživelih brezdomcev poiskalo zatočišče drugje; zlasti v Catanii in Palermu, kjer je veliko ljudi našlo delo obrtnikov. Ocenjujejo, da jih je v starem mestnem jedru ostalo le 19.000, le 2000 v starem mestu. Vendar je kmalu prišlo do velikega navala migrantov, večinoma iz bližnjih sicilskih in kalabrijskih krajev, ki so bili potrebni kot delavci za obnovo. Po popisu prebivalstva leta 1911 se je število prebivalcev Messine povečalo na 127.000. Med njimi je bilo veliko Messincev, ki so se vrnili v rodno mesto. Moški so bili predvsem številčnejši od žensk, kar je povzročilo zmanjšanje zakonskih zvez.
Še v petdesetih letih so družine še vedno živele v lesenih barakah, postavljenih na območju Tirone, da bi začasno preživele preživele brezdomce.
Zaradi pomanjkanja zgodovinskih stavb zaradi katastrofalnega potresa leta 1908 in bombardiranja zaveznikov leta 1943 med drugo svetovno vojno so Messino imenovali »mesto brez spomina«.

## Galerija
- Bersaglieri kopajo v ruševinah po potresu v Messini, decembra 1908
- Odstranjevanje ruševin
- Brezdomci, ki so preživeli potres v Mesini leta 1908, pod šotorom.
- Dva fotoreporterja med ruševinami po potresu v Messini decembra 1908
- Uničena cerkev San Rocco v Palmiju v Kalabriji